# Худеющий (фильм)
«Худеющий» (англ. Thinner) — фильм ужасов 1996 года, экранизация одноимённого романа Стивена Кинга.

## Сюжет
Успешный адвокат Уильям «Билли» Халлек, сбивший машиной цыганку насмерть, оправдывается судом благодаря своим связям. Отец цыганки, колдун Тадуз Лемке, проклинает Билла и тех, кто избавил его от наказания. Всех этих людей настигает суровая кара — страшные заклятия, превратившие жизнь каждого из них в особенный кошмар. Халлек же, страдавший избыточным весом, начинает стремительно худеть. Сначала его это радует, но со временем он понимает, что процесс вышел из-под его контроля.
В попытке избавиться от проклятия он обращается к своему другу — гангстеру Ричарду Джинелли, который пытается запугать цыган и убивает мужа внучки колдуна. После того, как Джинелли взял в заложники внучку колдуна-Джину, Лемке соглашается снять проклятие и в конце концов совершает обряд, который переносит проклятие Билла в клубничный пирог, съев который, человек умрёт мучительной смертью. Халлек отдаёт пирог своей неверной жене Хайди, но по непредвиденным обстоятельствам, кроме жены, один кусок этого пирога съедает также его 14-летняя дочь Линда. Осознав это, Халлек хочет покончить жизнь самоубийством (сам доесть пирог), однако в последний момент приходит любовник его жены (доктор Майкл Хаустон), и Халлек предлагает ему доесть пирог с «проклятием» (концовка фильма противоречит концовке книги, где главный герой, по сути уже ничего не теряющий, сам отрезает себе большой и красивый кусок пирога с «проклятием»).
В фильме есть камео Стивена Кинга — он сыграл роль фармацевта (доктора Бангора) в аптеке, который продаёт Тадузу Лемке лекарство от насморка.

## В ролях
- Роберт Джон Берк — Уильям «Билли» Халлек
- Люсинда Дженни — Хайди Халлек
- Бетани Джой Галеотти — Линда Халлек
- Майкл Константин — Тадуз Лемке
- Кэри Вюрер — Джина Лемке
- Джо Мантенья — Ричард «Молоток» Джинелли
- Джон Хортон — Кэри Россингтон, судья
- Стивен Кинг — фармацевт

## Производство
Продюсер Дино де Лаурентис предлагал Сэму Рэйми сделать театральную постановку «Худеющего», однако вместо этого он занял пост режиссёра фильма «Зловещие мертвецы 2». Роман был экранизирован в 1996 году режиссёром Томом Холландом. Премьера в кинотеатрах состоялась 25 октября. Билла сыграл Роберт Джон Берк, Джинелли — Джо Мантенья. Сам Стивен Кинг снялся в эпизодической роли фармацевта доктора Бангора.

## Приём

### Сборы
При бюджете в 14 миллионов долларов сборы фильма в домашнем прокате составили чуть более 15 миллионов. В первые выходные принёс фильму третье место с 5,6 млн долларов сборов. Фильм выпал из первой десятки после двух недель проката.

### Критика
Критические отзывы в основном были неоднозначными.
Рейтинг фильма на агрегаторе Rotten Tomatoes составляет 16 % из 100. «Худеющий» был номинирован на премию «Сатурн» в категории «Лучший грим». Слоган фильма — «Пусть проклятие соответствует преступлению».
Кинг остался недоволен получившейся лентой, поэтому часть сцен была переснята и премьера фильма была передвинута на более поздний срок. По мнению Джорджа Бима, по объёму событий роман больше напоминал повесть, поэтому для экранизации требовалось доработать сценарий, однако любое отступление от оригинала не нравилось писателю. В итоге фильм, пытавшийся угодить всем, не угодил никому. Пропитанный омерзительной сатирой на современные диеты, он вызывает ипохондрические настроения по случаю внезапной потери веса как симптома серьёзного заболевания. «Постепенно тайны и страхи уступают место низкосортному триллеру про охоту на цыган», — писал Entertainment Weekly. К числу главных недостатков картины относили неубедительную версию как полного, так и худого Халлека. В первой заметны латексные накладки, во второй актёр не выглядел истощённым.